# 1090 (szám)
Az 1090 (római számmal: MXC) az 1089 és 1091 között található természetes szám.

## A szám a matematikában
A tízes számrendszerbeli 1090-es a kettes számrendszerben 10001000010, a nyolcas számrendszerben 2102, a tizenhatos számrendszerben 442 alakban írható fel.
Az 1090 páros szám, összetett szám, szfenikus szám. Kanonikus alakja 21 · 51 · 1091, normálalakban az 1,09 · 103 szorzattal írható fel. Nyolc osztója van a természetes számok halmazán, ezek növekvő sorrendben: 1, 2, 5, 10, 109, 218, 545 és 1090.
Az 1090 26-szögszám és 183-szögszám.
Az 1090 egyetlen szám valódiosztó-összegeként áll elő, ez a 2174.

## Csillagászat
- 1090 Sumida kisbolygó

## A szám az irodalomban
Kovács András Ferenc egyik versének címe: Ezerkilencven kisfiam.